# Hypancistrus
Hypancistrus – rodzaj słodkowodnych ryb sumokształtnych z rodziny zbrojnikowatych (Loricariidae), obejmujący gatunki o bardzo zróżnicowanym ubarwieniu. Są spotykane w hodowlach akwariowych, zaliczane do glonojadów.

## Zasięg występowania
Występują w Rio Negro, Orinoko i w południowej części dorzecza Amazonki.

## Klasyfikacja
Gatunki zaliczane do tego rodzaju:
- Hypancistrus contradens
- Hypancistrus debilittera
- Hypancistrus furunculus
- Hypancistrus inspector
- Hypancistrus lunaorum
- Hypancistrus margaritatus
- Hypancistrus phantasma
- Hypancistrus vandragti
- Hypancistrus zebra – zbrojnik zebrowaty[3], hypowąsacz zebrowaty[3]

Gatunkiem typowym jest Hypancistrus zebra.